# Dirk Willem van der Brugghen
Dirk Willem van der Brugghen, heer van Kermesteyn ('s-Gravenhage, 7 juni 1768 - Lienden (Buren), 8 februari 1825) was een Nederlandse jurist en politicus.

## Biografie
Van der Brugghen was een lid van de familie Van der Brugghen en een zoon van mr. Jacob Willem van der Brugghen en Johanna Catharina Dierquens. Hij trouwde in 1793 met Anna Maria Dedel, lid van de familie Dedel. Door zijn huwelijk werd hij een zwager van Pieter Samuël Dedel (1766-1851).
Van der Brugghen studeerde Romeins en hedendaags recht te Leiden waar hij in 1789 promoveerde. In 1814 werd hij lid van de Vergadering van Notabelen. Vanaf 1818 had hij zitting in de gemeenteraad van zijn woonplaats Lienden waar hij Kermestein bewoonde. Na zijn overlijden werd het kasteel te koop aangeboden.
- Biografisch Portaal: 29709931
- Parlement.com: vg09llu9m1ss